# Quercetin-3-O-sambubiosid
Quercetin-3-O-sambubiosid ist ein Glycosid des Flavonols Quercetin. Die Zuckerkomponente ist die Sambubiose.

## Vorkommen

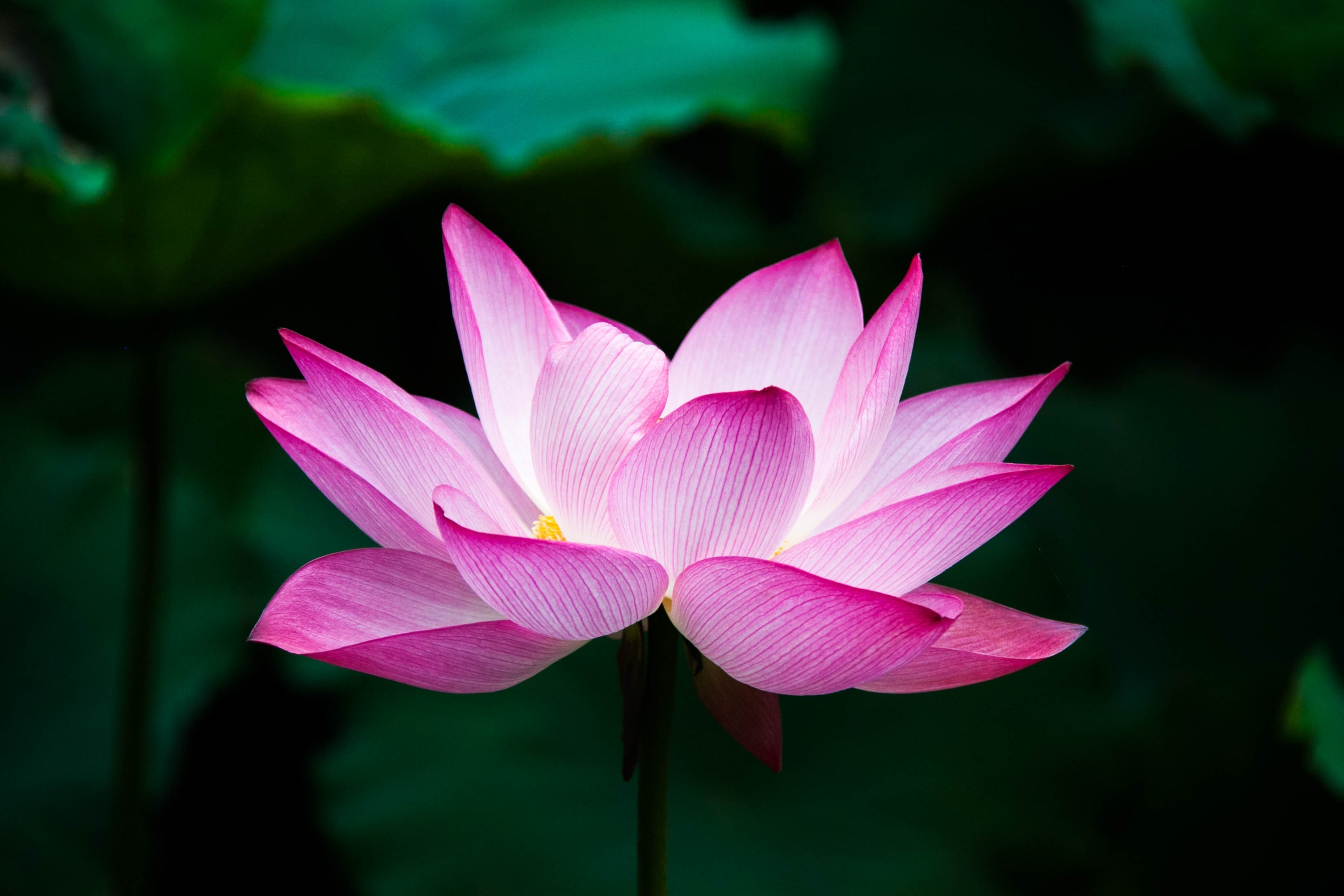
Indische Lotosblume

Quercetin-3-O-sambubiosid kommt natürlich in verschiedenen Pflanzen vor. So ist es für eine rote Farbe in den Blüten des Mandeleibischs (Hibiscus mutabilis) verantwortlich und kommt auch in Roselle (Hibiscus sabdariffa) vor. Des Weiteren kommt es in der Japanischen Wollmispel und der Indischen Lotosblume, sowie in den Beeren von Ribes biebersteinii und den Blüten von Eucommia ulmoides vor.

## Eigenschaften
Quercetin-3-O-sambubiosid wirkt als Radikalfänger wie in einer Untersuchung mit Diphenylpikrylhydrazyl festgestellt wurde. Quercetin-3-O-sambubiosid kann außerdem das reaktive Peroxynitrit neutralisieren, beziehungsweise seine Bildung hemmen. Peroxynitrit hat verschiedene schädliche Effekte im Metabolismus, indem es mit Tyrosin-Einheiten in Proteinen reagiert, die Aconitase hemmt und Strangbrüche in DNA verursacht.